# Virginia Vallejo
Virginia Vallejo (Cartago, Colòmbia, 26 d'agost de 1949), és una escriptora, periodista colombiana, directora i presentadora de televisió i ràdio, asilada política als Estats Units d'Amèrica des de juny de 2010.
El 18 de juliol del 2006, la DEA la va treure de Colòmbia en un vol especial per salvar la seva vida, i cooperar amb el Departament de Justícia i la justícia colombiana en els dos processos més importants del país de la segona meitat del segle xx, després d'haver assenyalat presidents i polítics colombians com
beneficiaris dels cartells fundadors de la droga.
El 2007, va publicar el seu primer llibre, "Amando a Pablo, odiant Escobar", que va portar a la Fiscalia de Colòmbia a reobrir els processos Presa del Palau de Justícia (1985) i el magnicidi del candidat presidencial Luis Carlos Galán (1989). El llibre va ser traduït a quinze idiomes, i portat al cinema el 2018.
Des de la seva arribada als Estats Units, viu a Miami, Florida. El 2019, va tornar a la televisió per fer programes especials reportatges el canal internacional Actualidad RT.

## Primers anys de vida

### Família i infància
Virginia Vallejo va néixer el 26 d'agost de 1949 a Cartago, Valle del Cauca, Colòmbia, prop del ranxo de la seva família. Els seus pares eren Juan Vallejo Jaramillo, un empresari, i Mary García Rivera. La seva àvia paterna, Sofía Jaramillo Arango, era descendent d'Alonso Jaramillo de Andrade Céspedes y Guzmán, un noble d'Extremadura, Espanya. Diversos membres de la seva família eren ministres, escriptors i ambaixadors, com el seu avi patern Eduardo Vallejo Varela, ministre d'Economia (1930); el seu besoncle Alejandro Vallejo Varela, escriptor i amic íntim de Jorge Eliécer Gaitán; i el seu besoncle Jaime Jaramillo Arango, ministre d'Educació (1934), ambaixador a diversos països d'Europa i cofundador de l'Escola Anglo Colombiana.
El 1950, la jove família va tornar a Bogotà, on van néixer els seus germans, Felipe (1951), Antonio (1955–2012) i Sofía (1957). Va estudiar primer a la llar d'infants d'Elvira Lleras Restrepo, germana del president Carlos Lleras Restrepo, amic de la seva família. Després va assistir a l'escola Anglo Colombiana.

### Primera carrera i matrimonis
Els anys 1967 i 1968, va treballar com a professora d'anglès al Centro Colombo Americano de Bogotà i, el 1969, a la presidència del Banco del Comercio. El mateix any, es va casar amb Fernando Borrero Caicedo, director general de Borrero, Zamorano i Giovanelli, però es van divorciar el 1971. L'any 1972, mentre treballava com a directora de relacions públiques de Cervecería Andina, va rebre una invitació per unir-se a un proper programa de televisió, "¡Oiga Colombia, Revista del Sábado!", dirigit per Carlos Lemos Simmonds i Aníbal Fernández de Soto.
El 1978, es va casar amb David Stivel, el director argentí de televisió, teatre i cinema, i cap del Clan Stivel. El matrimoni va acabar el 1981.

## Carrera als mitjans de comunicació

### Dècada de 1970
Entre 1972 i 1975, va ser presentadora de "¡Oiga Colombia, revista del sábado!"; I, del 1973 al 1975, dels musicals "Éxitos 73", "Éxitos 74" i "Éxitos 75", de Produccions THOY i dirigit per Eucario Bermúdez.
El 1973, va ser reportera de "TV Sucesos-A3", dirigit per Alberto Acosta; i, del 1975 al 1977, editor internacional del noticiari. A principis i mitjans dels anys setanta, va ser amfitriona d'altres programes, com el concurs "TV Crucigrama", un altre per a infants, i un espai de cuina amb el xef Segundo Cabezas.
El gener de 1978, es va convertir en la presentadora del "Noticiero 24 Horas" de les 7:00 PM, dirigit per Mauricio Gómez i Sergio Arboleda. Al març, va ser convidada pel govern de Taiwan a la possessió del president Chiang Ching-kuo. En aquest mateix any, va ser triada com a vicepresidenta de la junta directiva de l'ACL, "Asociación Colombiana de Locutores". Entre els anys 1978, 1979 i 1980, va guanyar el premi com la Millor Presentadora de Televisió de l'APE, "Asociación de Periodistas del Espectáculo".
En el 1979, va coprotagonitzar la pel·lícula "Colombia Connection", de Gustavo Nieto Roa. Al novembre, va aparèixer a la revista nord-americana "Town & Country", obrint la secció "Las Mujeres de El Dorado". El 1979 i 1980, va presentar "¡Cuidado con las Mujeres!", de RTI Televisión.

### Dècada de 1980
En el 1981, va fundar la seva pròpia productora, "TV Impacto", amb la periodista Margot Ricci. Aquell mateix any, el govern d'Israel les va convidar a fer especials sobre Terra Santa.
El 1980 i 1982, va treballar a Caracol Radio. Va ser la única periodista colombiana enviada a Londres per cobrir les noces del príncep Carles de Gal·les i lady Diana Spencer, el 29 de juliol de 1981. La transmissió radial de Vallejo va durar sis hores. De 1980 a 1985, va cobrir el "Concurso Nacional de Belleza" a Cartagena de Indias, per a "Caracol Radio y Televisión".
Entre 1981 i 1983 va dirigir "¡Al Ataque!", espai de la seva productora. Virginia Vallejo va ser la primera periodista de televisió a entrevistar Pablo Escobar, el gener de 1983 i al basurero Moravia de Medellín. Durant una hora, el candidat al Congrés va descriure el projecte social d'ell i els seus socis, "Medellín Sin Tugurios". El programa de Vallejo va col·locar a Escobar a l'escena nacional.
En els anys 1983 i 1984, va presentar "Hoy por Hoy, el Magazín del Lunes", a les 7:00 PM. El 1984, va realitzar un comercial de televisió per a "Medias Di Lido" a Venècia, Itàlia, seguit per tres, a Rio de Janeiro, Brasil; San Juan, Puerto Rico; i Cartagena de Indias, Colòmbia. En 1983 i 1984, va presentar el musical "El Show de las Estrellas", dirigit per Jorge Barón. El 1984, va ser editora
internacional del "Grupo Radial Colombiano", dirigit per Carlos Lemos Simmonds. El 1985, va ser la presentadora del noticiero "Telediario", dirigit per Arturo Abella.
El 1985, va aparèixer a les portades de revistes internacionals Bazaar i Cosmopolitan. També a Elenco, revista del diari El Tiempo, que la va descriure com “el símbol d'una època". El 1988, va guanyar una beca del govern alemany per estudiar periodisme econòmic a l'Internationales Institut für Journalismus, a Berlín. Va decidir quedar-se a Alemanya per cooperar amb l'Oficina Federal de Investigació (Bundeskriminalampt o Interpol Europa), en la lluita contra els cartells de la droga colombians.

### Dècada de 1990
El 1991, va tornar a Colòmbia per coprotagonitzar la telenovel·la “Sombra de tu Sombra", de "Caracol Televisión". En 1992, va presentar ¡Indiscretísimo!, dirigit per Manuel Prado. De 1992 a 1994, va treballar a la cadena radial "Todelar".
A l'octubre de 1994, va finalitzar la seva carrera als mitjans de comunicació colombians, per obrir i encapçalar l'operació sud-americana d'una companyia de multinivell (MLM) amb seu als Estats Units.

### Dècada de 2000
Entre 2009 i 2010, va treballar com a columnista per al diari veneçolà 6to Poder, dirigit per
Leocenis García, polític i periodista d'oposició; però, el 2010, el president Hugo Chávez va tancar el mitjà i va empresonar el director.

### Dècada de 2010
L'any 2019, va ser contractada pel canal internacional Actualidad RT per realitzar dotze especials, denominats com a Somnis i Malsons, inspirats en el “somni americà” i la problemàtica de Estats Units d'Amèrica, especialment a les comunitats llatines. Els temes aborden, entre d'altres, les diferències abismals entre els més rics i els més pobres, la immigració il·legal, la discriminació de raça i gènere - incloent les persones LGBTQ - el tràfic de persones, la drogoaddicció i els alts costos de la salut.

## Exili i asil als Estats Units

### Sortida de Colòmbia
Virginia Vallejo i Pablo Escobar van sostenir una relació sentimental entre 1983 i 1987, marcada per llargues separacions. Per aquesta raó, a principis de juliol del 2006, la periodista va oferir a la justícia colombiana el seu testimoni en el procés contra l'exsenador i exministre de justícia Alberto Santofimio Botero, molt proper a Escobar, que estava sent jutjat per complicitat amb el narcotraficant al magnicidi de Luis Carlos Galán Sarmiento, comès pel Càrtel de Medellín el 18 d'agost del 1989.
Diversos testimonis claus en el cas Galán havien estat assassinats abans que poguessin declarar. Per aquesta raó, el 18 de juliol de 2006, el Departament de Justícia va treure la periodista de Colòmbia en un vol especial de la DEA per protegir la seva vida, i pogués testificar en processos d'alt perfil al seu país i Estats Units. El vol de Vallejo a Miami es va convertir en notícia mundial; i, el 25 de juliol, el Canal RCN de Colòmbia va transmetre un vídeo casolà que ella havia enregistrat abans de la seva partida. Segons el mitjà, el programa va ser vist per catorze milions de persones i va obtenir una audiència superior al partit final de la Copa del Món de Futbol, el 9 de juliol de 2006.

### Estimant Pablo, odiant Escobar
El 2007, Vallejo va publicar "Estimant Pablo, odiant Escobar", on descriu la seva relació romàntica de cinc anys amb el cap del Càrtel de Medellín; les raons del creixement explosiu de la indústria de la cocaïna a principis dels anys 80; els orígens de les organitzacions guerrilleres colombianes, com les FARC i l'ELN; el naixement de grups paramilitars, com el MAS (Mort a Segrestadors), Els Extraditables, i les Autodefenses Unides de Colòmbia (AUC); els enllaços entre els cartells de Medellín i Cali amb dictadors caribenys, i els presidents colombians Alfonso López Michelsen, Ernesto Samper Pizano i Álvaro Uribe Vélez; la presa del Palau de Justícia el 1985, finançada pel Càrtel de Medellín; els motius de Vallejo per acabar la seva relació amb Escobar, el 1987; els horrors del narcoterrorisme entre 1988 i 1993; i la persecució i mort del seu examant, el 2 de desembre de 1993.
El llibre de Vallejo es va convertir en el número u en vendes a Colòmbia i els Estats Units en espanyol.

### Asil polític
En arribar als Estats Units, el juliol de 2006, Vallejo va demanar immediatament asil polític. Per atorgar-ho, en els quatre anys següents, el Departament d'Estat i la Cort d'Immigració de Miami
van examinar la vida de la periodista i la seva trajectòria professional, i no van trobar cap investigació contra ella; només centenars d'amenaces de grups paramilitars, com els esquadrons "Águilas Negras", membres del govern del president Álvaro Uribe Vélez i mitjans de comunicació propietat o dirigits per la família del vicepresident Francisco Santos i el ministre de defensa Juan Manuel Santos Calderón.
El procés d'asil de l'autora a la Cort d'Immigració de Miami contenia uns 800 folis. El 3 de juny de 2010, Virginia Vallejo va rebre la condició d'asilat polític, en virtut de la Constitució dels Estats Units i la Convenció de les Nacions Unides contra la Tortura, per la seva opinió política com periodista, i pels milers d'amenaces contra la seva vida i integritat col·locades sota el seu nom a Internet. Encara que la majoria d'aquestes van ser retirades dels motors de cerca posteriorment, romanen a la Cort d'Immigració de Miami.

## Testimonis

### Cas Palau de Justícia
Virginia Vallejo va ser l'única persona que va poder explicar les raons de Pablo Escobar i el Càrtel de Medellín per finançar el assalt del Palau de Justícia, comesa pel grup subversiu M-19, a Bogotà, el 6 i 7 de novembre de 1985. L'incendi de l'edifici i la massacre van conduir a la mort de més de cent persones, incloent onze magistrats de la Cort Suprema de Justícia, guerrillers del M-19, agents del govern i dotzenes de civils desarmats. Per aquestes raons, la justícia colombiana va reobrir el procés i va exigir el testimoni sota jurament de la periodista i escriptora. Al juliol de 2008, al consolat de Colòmbia a Miami i davant un fiscal especialitzat, Vallejo va confirmar la veracitat dels esdeveniments detallats al seu llibre, al capítol "Aquell Palau a Flames". Va precisar que, “encara que el M-19 i el Càrtel de Medellín havien estat els responsables de la presa, els militars havien estat els responsables de l'incendi, la massacre, i la desaparició forçada dels detinguts després de la represa de l'edifici”.

### Cas Luis Carlos Galán
El 2007, Alberto Santofimio va ser sentenciat a 24 anys de presó per la seva complicitat en l'assassinat del candidat presidencial Luis Carlos Galán Sarmiento, comès per Pablo Escobar i el Càrtel de Medellín, el 18 agost de 1989. La sentència va ser apel·lada el 2008, i l'exsenador i exministre de justícia va quedar lliure.
El juliol de 2009, la Fiscalia General de Colòmbia va exigir el testimoni de Virginia Vallejo a la reobertura Procés Galán. Al consolat de Colòmbia a Miami, i sota jurament, l'autora va confirmar els assenyalaments sobre el polític “com un instigador clau del magnicidi del senador i candidat
presidencial”.
El 2011, la Cort Suprema de Justícia va confirmar la sentència de 24 anys de presó a Alberto Santofimio Botero.

## Cinema i televisió
La relació sentimental de Virginia Vallejo amb Pablo Escobar ha inspirat productes televisius de
Ficció.
La pel·lícula Loving Pablo va ser inspirada en el llibre "Estimant Pablo, odiant Escobar", encara que el guionista va crear una adaptació molt diferent, amb situacions i personatges ficticis. L'actriu espanyola Penélope Cruz va interpretar el paper de Vallejo, i Javier Bardem el d'Escobar. El llançament va tenir lloc durant el 74è Festival Internacional de Cinema de Venècia el 2017, i els protagonistes van ser nominats per als Premis Goya del 2018.

## Llibres
| Any  | Títol                              | ISBN              | Editorial              | Altres      |
| ---- | ---------------------------------- | ----------------- | ---------------------- | ----------- |
| 2007 | Estimant a Pablo, odiant a Escobar | 978-0-307-39174-2 | Random House Mondadori | Supervendes |